# Gornja Tušimlja
Gornja Tušimlja (em cirílico: Горња Тушимља) é uma vila da Sérvia localizada no município de Novi Pazar, pertencente ao distrito de Ráscia, na região de Ráscia e Sanjaco. A sua população era de 18 habitantes segundo o censo de 2011.

## Demografia
| 1948 | 1953 | 1961 | 1971 | 1981 | 1991 | 2002 | 2011 |
| ---- | ---- | ---- | ---- | ---- | ---- | ---- | ---- |
| 121  | 125  | 121  | 91   | 75   | 44   | 33   | 18   |